# Sensor

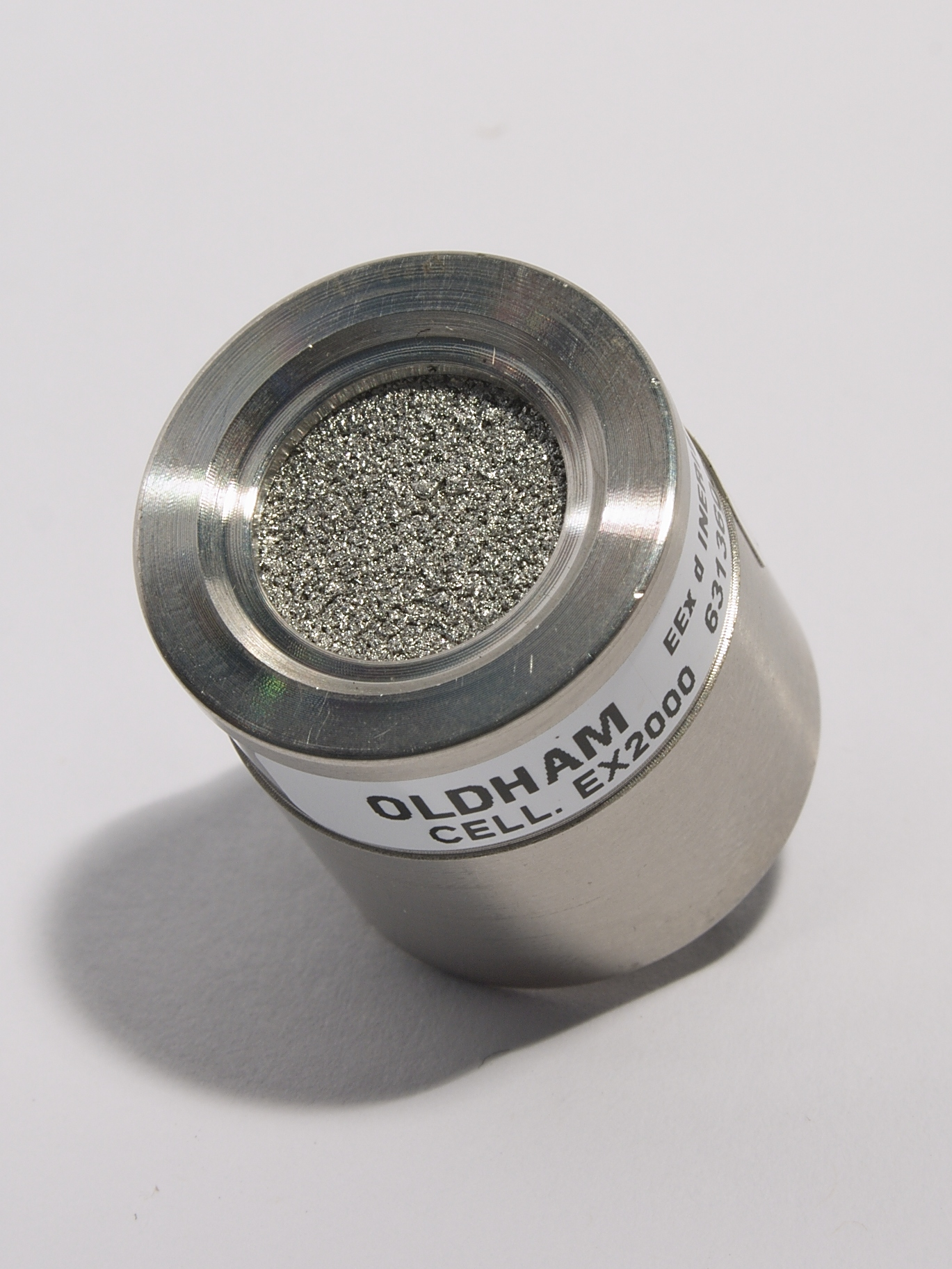
Ein Sensor zur Detektion von Methan (oder anderer brennbarer Gase wie z. B. Benzol)

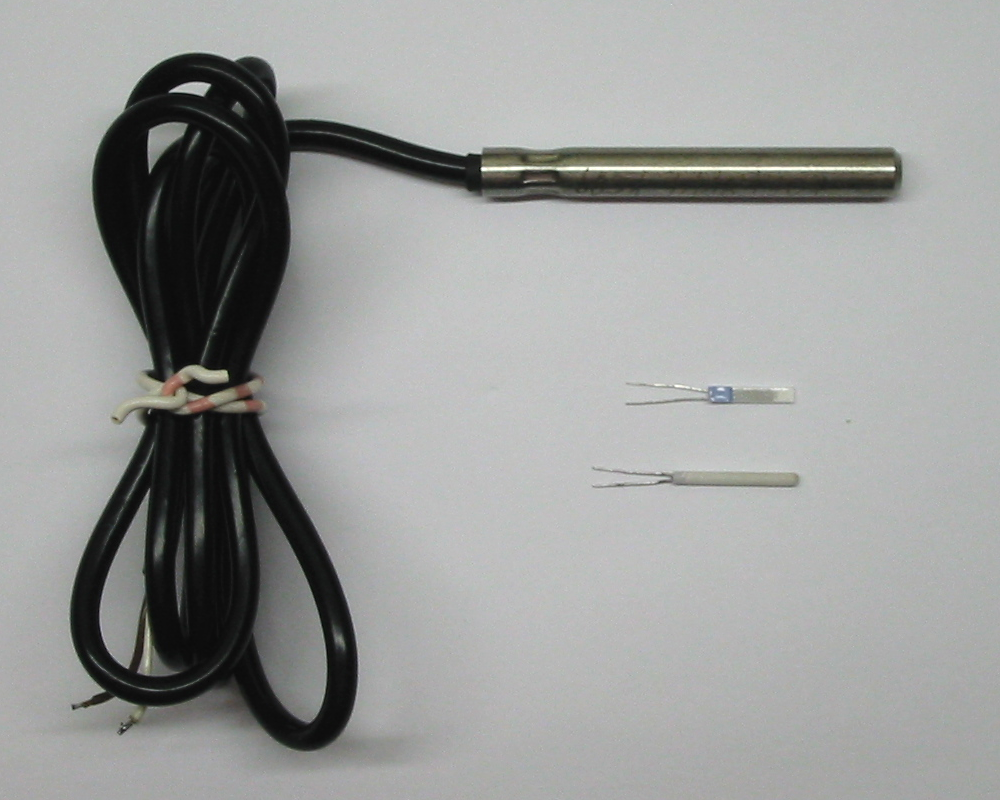
Verschiedene Temperaturmessfühler

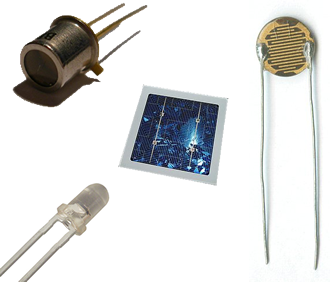
Verschiedene Helligkeitssensoren

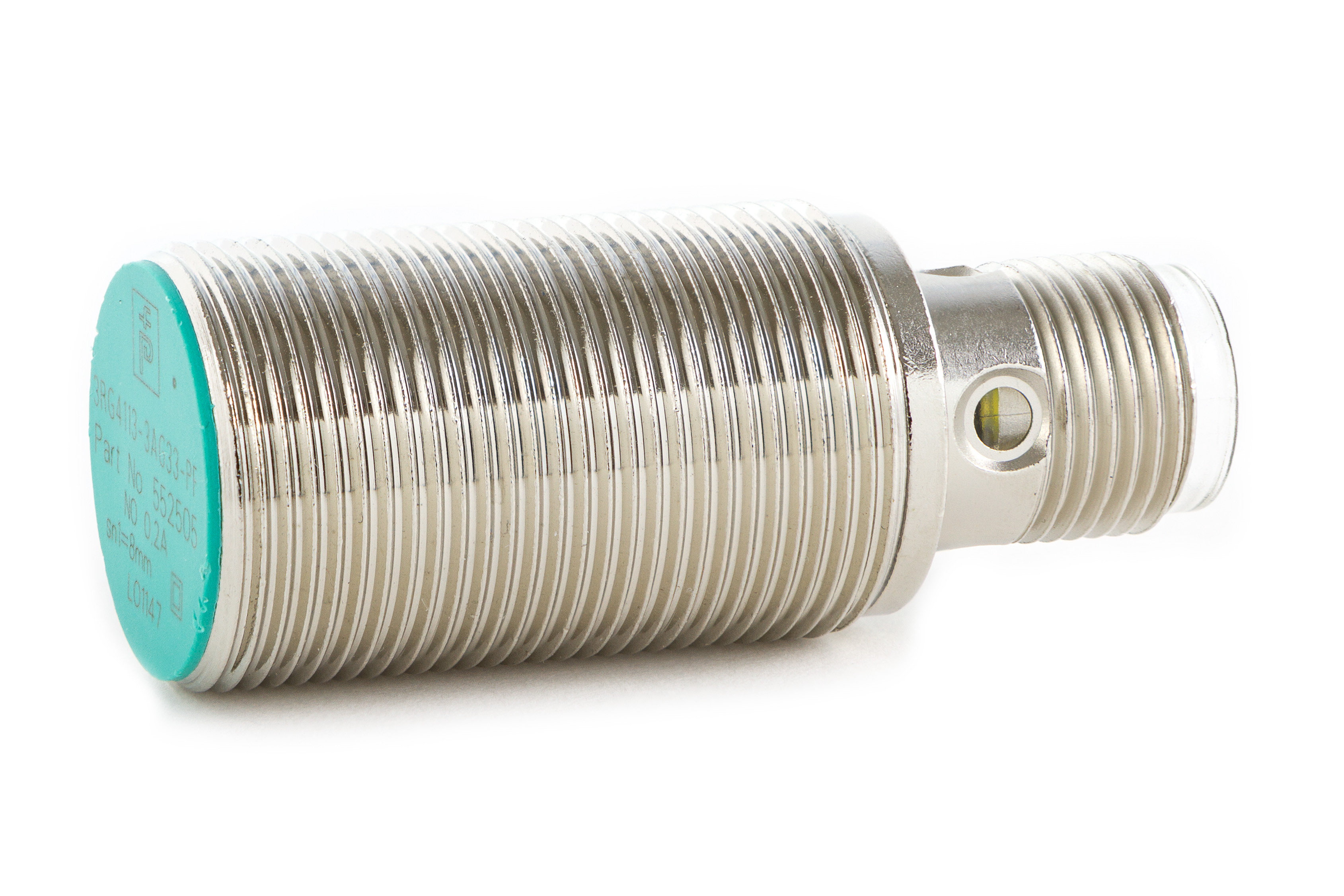
In der Industrie verwendeter induktiver Sensor; kapazitive Sensoren sind äußerlich identisch.

Ein Sensor (von lateinisch sentire, deutsch „fühlen“ oder „empfinden“), auch als Detektor, (Messgrößen- oder Mess-)Aufnehmer oder (Mess-)Fühler bezeichnet, ist ein technisches Bauteil, das bestimmte physikalische oder chemische Eigenschaften (physikalisch z. B. Wärmemenge, Temperatur, Feuchtigkeit, Druck, Schallfeldgrößen, Helligkeit, Beschleunigung oder chemisch z. B. pH-Wert, Ionenstärke, elektrochemisches Potential) und/oder die stoffliche Beschaffenheit seiner Umgebung qualitativ oder als Messgröße quantitativ erfassen kann. Diese Größen werden mittels physikalischer, chemischer oder biologischer Effekte erfasst und in ein weiterverarbeitbares elektrisches Signal umgeformt.
Für die Messtechnik wird in DIN 1319-1 der Begriff Aufnehmer (Messgrößen-Aufnehmer) verwendet und definiert als der Teil einer Messeinrichtung, der auf eine Messgröße unmittelbar anspricht. Damit ist der Aufnehmer das erste Element einer Messkette. Gemäß DIN 1319-2 gehört der Aufnehmer zu den Messumformern, bei gleicher physikalischer Größe an Eingang und Ausgang auch zu den Messwandlern.
Die Abgrenzung der Begriffe Sensor und Messgrößenaufnehmer, Messfühler, Messgerät, Messeinrichtung etc. ist fließend, da dem Sensor zusätzlich zum eigentlichen Aufnehmer teilweise weitere Elemente der Messkette zugeordnet werden. Auch verwandte Begriffe sind in der Literatur nicht eindeutig definiert.

## Einteilung
Sensoren können nach Baugröße und Fertigungstechnik sowie nach Einsatz- und Verwendungszweck eingeteilt werden. Zudem unterscheidet man Sensoren entsprechend ihrer Wirkungsweise beim Umformen der Größen in passive und aktive Sensoren.

### Passive und aktive Sensoren
Sensoren lassen sich anhand der Erzeugung oder Verwendung elektrischer Energie in aktive und passive Sensoren einteilen.
Aktive Sensoren erzeugen aufgrund des Messprinzips ein elektrisches Signal, z. B. elektrodynamisch oder piezoelektrisch. Diese Sensoren sind also selbst Spannungserzeuger und benötigen keine elektrische Hilfsenergie. Mit diesen Sensoren ist oft – bedingt durch die physikalischen Prinzipien – jedoch nur eine Änderung der Messgröße detektierbar, da im statischen und quasistatischen Zustand keine Energie geliefert werden kann. Eine Ausnahme ist z. B. das Thermoelement, das auch bei konstanter Temperaturdifferenz ständig Spannung erzeugt.
Außerdem sind aktive Sensoren in Umkehrung des physikalischen Messprinzips auch als Aktoren nutzbar, z. B. kann ein dynamisches Mikrofon auch als Lautsprecher verwendet werden.
Aktive Sensoren sind z. B.:
- Thermoelement (physikalische Grundlage: Thermoelektrischer Effekt)
- Lichtsensor (physikalische Grundlage: Photoelektrischer Effekt)
- Drucksensor (physikalische Grundlage: Piezoelektrischer Effekt)

Passive Sensoren enthalten passive Bauteile, deren Parameter durch die Messgröße verändert werden. Durch eine Primärelektronik werden diese Parameter in elektrische Signale umgeformt. Dabei wird eine von außen zugeführte Hilfsenergie benötigt. Mit diesen ist es möglich, statische und quasistatische Messgrößen zu bestimmen. Aus diesem Grund ist die überwiegende Zahl der Sensoren passiver Bauart.
Moderne Sensoren verfügen oft über eine umfangreiche Sekundärelektronik, die über von außen zugeführte Energie betrieben wird. Dennoch sind nicht alle diese Sensoren passiv, vielmehr muss das Messverfahren selbst betrachtet werden.
Passive Sensoren sind z. B.:
- Wägezellen
- Widerstandsthermometer
- Dehnungsmessstreifen
- Magnetfeldsensoren (Hall-Sonde)

### Nach Messprinzip/Wirkprinzip
Sensoren lassen sich nach dem Wirkprinzip einordnen, welches dem Sensor zugrunde liegt. Für jedes Wirkprinzip gibt es eine Vielzahl an Anwendungen. Im Folgenden sind einige Wirkprinzipien und Anwendungsfälle exemplarisch aufgeführt. Die Liste ist nicht vollständig.
| Wirkprinzip      | Beispiel                                                              |
| ---------------- | --------------------------------------------------------------------- |
| Mechanisch       | Manometer, Dehnungshebel, Federwaage, Hebelwaage, Thermometer         |
| Thermoelektrisch | Thermoelement                                                         |
| Resistiv         | Dehnungsmessstreifen (DMS), Hitzdraht, Halbleiter-DMS, Pt100          |
| Piezoelektrisch  | Beschleunigungssensor                                                 |
| Kapazitiv        | Drucksensor, Regensensor, Luftfeuchtesensor                           |
| Induktiv         | Neigungsmesser, Kraftsensor, Wegaufnehmer                             |
| Optisch          | CCD-Sensor, Fotozelle                                                 |
| Akustisch        | Füllstandssensor, Doppelbogenkontrolle, Ultraschall-Durchflussmesser, |
| Magnetisch       | Hall-Sensoren, Reed-Kontakt                                           |

### Nach Verwendungszweck
Sensoren, die Strahlung (z. B. Licht, Röntgenstrahlung oder Teilchen) nachweisen, bezeichnet man als Strahlungs- bzw. Teilchendetektoren. Auch ein normales Mikrofon ist ein Sensor für den Schallwechseldruck.
Des Weiteren unterscheiden sich Sensoren in verschiedenen Auflösungsarten:
- temporale Auflösung: Zeit zwischen zwei Aufnahmen.
- spektrale Auflösung: Bandbreite der Spektralkanäle, Anzahl der verschiedenen Bänder.
- radiometrische Auflösung: Kleinste Differenz der Strahlungsmenge, die der Sensor unterscheiden kann.
- geometrische Auflösung: räumliche Auflösung, d. h. Größe eines Pixels.

### Nach Standard
- NAMUR-Sensor (Normenarbeitsgemeinschaft für Mess- und Regeltechnik in der chemischen Industrie)

- KTA-geprüfte Sensoren für den Einsatz in Kernkraftwerken

### Virtuelle Sensoren
Virtuelle Sensoren (oder auch Softsensoren) sind nicht körperlich existent, sondern sind in Software realisiert. Sie „messen“ (berechnen) Werte, welche aus den Messwerten realer Sensoren mit Hilfe eines empirisch erlernten oder physikalischen Modells abgeleitet werden. Virtuelle Sensoren werden für Anwendungen eingesetzt, in denen reale Sensoren zu teuer sind, oder in Umgebungen, in denen reale Sensoren nicht bestehen können oder schnell verschleißen. Weitere Anwendungsfälle sind Prozesse, in denen die gewünschten Werte nicht messbar sind, da es hierfür keine im Prozess einsetzbaren Hardware-Sensoren gibt oder wenn der Prozess nicht für Kalibrierung und Wartung klassischer Sensoren angehalten werden kann. Virtuelle Sensoren werden in der chemischen Industrie bereits eingesetzt und erschließen sich zunehmend Anwendungen in weiteren Industriezweigen wie z. B. der Kunststoffindustrie.

### Digitale Sensoren
Im Bereich der Automatisierung werden analoge Systeme der Regelungstechnik zunehmend von digitalen Systemen verdrängt. Daher steigt der Bedarf an Sensoren, deren Ausgangssignal ebenfalls digital ist. Ein einfacher Aufbau ergibt sich, wenn der A/D-Umsetzer in das eigentliche Sensorsystem eingebunden wird.
Dies kann zum Beispiel auf der Grundlage der Delta-Sigma-Modulationstechnik basieren und dadurch viele Vorteile bieten:
- direkt ermitteltes digitales Ausgangssignal (keine Störungen zwischen Sensor und ADU)
- hohe Linearität durch vorhandene Rückkopplung
- ständiger Selbsttest ohne zusätzlichen Schaltungsaufwand durch Benutzen des Grenzzyklus der Sigma-Delta-Technik
- hohe Amplitudenauflösung und Dynamik

Nachteilig ist, dass die so erzeugte PWM oft nicht direkt ausgewertet werden kann und erst gefiltert werden muss. Dies kann durch ein analoges Filter und anschließender ADU oder völlig digital geschehen. Zudem ist der Übertragungsweg zum auswertenden System analog und damit störanfällig. Einfache Sensoren für Druck und Temperatur besitzen daher einen echten digitalen Datenausgang mit Anbindung über einen seriellen oder parallelen Bus. Weit verbreitet sind hier:
- I²C
- Serial Peripheral Interface

### Molekulare Sensoren
Molekulare Sensoren beruhen auf einem einzelnen Molekül, das nach Bindung eines weiteren Moleküls oder durch Bestrahlung mit Photonen unterschiedliche Eigenschaften aufweist, die dann ausgelesen werden können. Mit fluoreszenzmarkierten Sensoren können über die Änderung des Emissionsspektrums mehr als zwei Zustände erfasst werden. Dadurch kann ein solcher Sensor auch als molekulares Schließsystem verwendet werden.

## Anwendungsgebiete
Der Begriff Sensor wird in der Technik und in den Lebenswissenschaften (Biologie und Medizin) verwendet, seit einigen Jahren verstärkt auch in den Naturwissenschaften. Beispiel für letztere sind Anwendungen von CCD-Bildsensoren und Teilchenzähler in der Astronomie, Geodäsie und Raumfahrt. Beispielsweise werden Beschleunigungssensoren verwendet, um krafttrainingsrelevante Deskriptoren zu extrahieren.
In der Technik spielen Sensoren in automatisierten Prozessen als Signalgeber eine wichtige Rolle. Die von ihnen erfassten Werte oder Zustände werden, meistens elektrisch-elektronisch verstärkt, in der zugehörigen Steuerung verarbeitet, die entsprechende weitere Schritte auslöst. In den letzten Jahren wird diese anschließende Signalverarbeitung auch zunehmend im Sensor vorgenommen. Solche Sensoren beinhalten einen Mikroprozessor oder ein Mikrosystem und besitzen sozusagen „Intelligenz“, daher werden sie auch als Smart-Sensoren (englisch smart sensors) bezeichnet.

### Signalaufbereitung
Typische Verstärker zur Signalaufbereitung:
- Instrumentenverstärker
- Trennverstärker, Galvanische Trennung
- Chopper-Verstärker
- Lock-in-Verstärker

### Sensorübersichten
- Sensoren nach Messprinzip
- Sensoren nach Messgröße